# ووكر بلايني
ووكر بلايني (بالإنجليزية: Walker Blaine)‏ هو محامي أمريكي، ولد في 8 مايو 1855 في أوغوستا في الولايات المتحدة، وتوفي في 15 يناير 1890 في واشنطن العاصمة في الولايات المتحدة بسبب ذات الرئة وإنفلونزا.